# Pierre Le Coq
Pierre Le Coq (n. 17 ianuarie 1989, Saint-Brieuc, Bretagne, Franța) este un sportiv ce a reprezentat Franța, medaliat olimpic. A participat la o ediție a Jocurilor Olimpice (2016) în care a câștigat o medalie de bronz.

## Participări
Lista de mai jos prezintă principalele competiții la care a participat Pierre Le Coq de-a lungul carierei.
- Vela nos Jogos Olímpicos de Verão de 2016 - RS:X masculino[*]